# ジョナサン・T・フリード
ジョナサン・T・フリード（英語: Jonathan T. Fried、1953年8月19日 - ）は、カナダの外務官僚、外交官である。多様な職を務めている。

## 略歴
1953年カナダアルバータ州エドモントン市で生まれた。1974年トロント大学文学士号を、1977年同大学にて法学士号を、1979年コロンビア大学で法学修士号を取得した。最終学歴は1980年パーカー外国比較法学院にて国際商法を修得した。1977年から1978年までの間、アルバータ州エドモントン市にて弁護士業を務めた。
1980年にカナダ連邦政府に採用された。外務・国際貿易省の法務局、貿易政策局、ブラジル、アメリカ合衆国などのカナダ大使館での勤務ののち、北米自由貿易協定（NAFTA）交渉の主席法律顧問に就任した。2000年からの三年間は、カナダ財務省にて上級次官補、G7担当次官、G20次官会合議長などの役職を果たした。2003年からの三年間は、首相上級顧問、枢密院事務局のカナダ・アメリカ合衆国関係部長と国際関係部長を務めた。国際通貨基金カナダ・アイルランド・カリブ海地域担当理事を務めたのち、2008年にカナダ大使として来日した。2008年9月よりジョセフ・キャロンインド高等弁務官より駐日カナダ大使の役を引き継ぎ、日本に着任した。この年、日本とカナダは修好８０周年を迎えた。2012年、駐日大使の職をマッケンジー・クラグストンに引き渡し、同年8月24日、ジュネーブにおけるWTOのカナダ常任代表委員会委員に就任した。

## その他
既婚者である。